# Mnemosyne dominicensis
Mnemosyne dominicensis är en insektsart som beskrevs av Van Stalle 1987. Mnemosyne dominicensis ingår i släktet Mnemosyne och familjen kilstritar.
Artens utbredningsområde är Dominikanska republiken. Inga underarter finns listade i Catalogue of Life.